# Hans-Ekkehard Bob
Hans-Ekkehard Bob (Friburgo in Brisgovia, 24 gennaio 1917 – Friburgo in Brisgovia, 12 agosto 2013) è stato un aviatore tedesco, asso della Luftwaffe, durante la seconda guerra mondiale gli vennero accreditate 60 vittorie aeree.

## Biografia

### Primi anni di vita
Hans-Ekkehard Bob nacque il 24 gennaio 1917 a Friburgo in Brisgovia. Hans-Ekkehard era figlio di un produttore di pelletteria Karl Bob e di sua moglie Luise. Bob trascorse la sua infanzia come unico figlio maschio e con quattro sorelle a Staufen im Breisgau. Dopo aver imparato a volare a vela alle superiori, nel 1936 si unì alla Luftwaffe, con il grado di Fahnenjunker (candidato ufficiale), e iniziò il suo addestramento di volo nel giugno del 1937. Nel 1938 Bob fu promosso tenente e assegnato al Jagdgeschwader 334.

### Seconda guerra mondiale
Il 22 giugno 1940, il I. Gruppe del Jagdgeschwader 21 (21º stormo caccia) fu ritirato dalla Francia e trasferito a München Gladbach, l'attuale Mönchengladbach. Il giorno successivo il Gruppe fu inviato a Soesterberg nei Paesi Bassi. Il 2 luglio l'unità venne trasferita a Bergen op Zoom. Tre giorni dopo il I. Gruppe del JG 21 fu ribattezzato e divenne il III. Gruppe del Jagdgeschwader 54 (54º stormo caccia).
Il 5 settembre, Bob venne temporaneamente nominato Staffelkapitän (capo squadriglia) del 7. Staffel del JG 54, in sostituzione dell'Oberleutnant Günther Scholz. Scholz fu temporaneamente trasferito al Gruppenstab (unità quartier generale) del III. Gruppe del JG 54. Lì Scholz succedette all'Hauptmann Fritz Ultsch che era stato ucciso in azione. Il 15 settembre, noto anche come il Battle of Britain Day, il Messerschmitt Bf 109 di Bob fu colpito da un proiettile di cannone nel radiatore mentre sorvolava Canterbury a un'altitudine di 12.000 piedi (3.700 metri). Temendo che il suo motore si surriscaldasse, riportò in Francia il suo Bf 109 spegnendo periodicamente il motore, scambiando altitudine con distanza, raffreddando così il motore prima di riavviarlo per guadagnare nuovamente quota. Nel novembre 1940, Bob aveva ottenuto la sua 19ª vittoria aerea e il 7 marzo 1941 gli fu assegnata la Croce di Cavaliere della Croce di Ferro (Ritterkreuz des Eisernen Kreuzes). Il 21 marzo, Bob effettuò un atterraggio di emergenza in mare al largo di Cherbourg a causa di un guasto al motore dell'aereo da addestramento Bücker Bü 131 Jungmann D-2 (Werknummer 4506 - numero di fabbrica).
Il 17 aprile 1943, Bob ebbe una collisione a mezz'aria con un bombardiere Boeing B-17 Flying Fortress a sud-ovest di Brema. Si lanciò con successo dal suo Messerschmitt Bf 109 G-4 (Werknummer 14935) e atterrò sano e salvo. Il 1º agosto Bob fu nominato Gruppenkommandeur (comandante del gruppo) del IV. Gruppe dello Jagdgeschwader 51 "Mölders" (51º stormo caccia). Sostituì il maggiore Rudolf Resch, ucciso in azione l'11 luglio. Al momento il IV. Gruppe stava combattendo nella battaglia di Kursk sul fronte orientale.
L'8 maggio 1944, Bob fu trasferito allo Stab (unità quartier generale) del Jagdgeschwader 3 "Udet" (3º stormo caccia), dal nome dell'asso di caccia della prima guerra mondiale Ernst Udet, il comando del suo IV. Gruppe del JG 51 fu passato al maggiore Heinz Lange. Quando il 29 maggio 1944 il comandante del JG 3, il maggiore Friedrich-Karl Müller fu ucciso in azione, Bob fu temporaneamente posto al comando del JG 3 fino a quando il successore ufficiale. Il 9 giugno il comando dello stormo fu assegnato al maggiore Heinz Bär. A Bob fu quindi dato il comando del IV. Gruppe del JG 3, in sostituzione dell'Hauptmann Gustav Frielinghaus.
Bob pose fine alla guerra con il grado di maggiore dopo circa 700 missioni e 60 vittorie aeree.

### Periodo postbellico
Dopo la fine della guerra Hans-Ekkehard Bob inizialmente si guadagnò da vivere come spedizioniere di piccoli trasporti. Dopo la riforma monetaria del 1948 effettuò alcuni trasporti per un'azienda di perforatrici. Grazie a questo contatto, Bob iniziò lui stesso a produrre macchine perforatrici e fondò nel 1956 la propria azienda, Bomag Bohrmaschinen und Geräte GmbH. & Co. KG a Celle. A causa della situazione degli ordini, gli incarichi hanno avuto luogo in tutto il mondo. All'inizio degli anni '90 vendette la sua azienda e si ritirò dall'attività.
Hans-Ekkehard Bob riprese a volare come pilota privato e negli anni '50 fu uno dei cofondatori della Celle Aviation Association. Continuò a volare anche fino ai 90 anni compiuti.
Hans-Ekkehard Bob è morto il 12 agosto 2013 all'età di 96 anni, nella sua città natale, Friburgo in Brisgovia.

## Rivendicazioni di vittorie aeree
Secondo lo storico statunitense David T. Zabecki, a Bob furono attribuite 60 vittorie aeree. Mathews e Foreman, autori di Luftwaffe Aces - Biographies and Victory Claims, effettuarono ricerche negli archivi federali tedeschi dove trovarono documenti per 57 rivendicazioni di vittorie aeree, più quattro ulteriori affermazioni non confermate. Questa cifra comprende 37 vittorie aeree sul fronte orientale e altre 20 sul fronte occidentale, compreso un bombardiere pesante.

## Pubblicazioni
- (EN) Hans-Ekkehard Bob, Betrayed Ideals, Memoirs of a Luftwaffe Fighter Ace, Cerberus Publishing Ltd, 2003, ISBN 1-84145-031-6.
- (DE) Hans-Ekkehard Bob, Jagdgeschwader 54 — Die Piloten mit den grünen Herzen, Aquisgrana, Helios Verlags- und Buchvertriebsgesellschaft, 2011, ISBN 978-3-86933-041-9.